# Het Noorderslag
Sportpark het Noorderslag is gevestigd aan de Parallelweg 27 in Staphorst. De plaatselijke voetbalclub VV Staphorst speelt haar wedstrijden op het Noorderslag. Als gevolg van stevige groei van deze club verhuisde het in 1972 naar de huidige locatie. Na een uitbreiding van het complex naar de huidige grootte was het op 30 november 1994 tijd om het sportpark zijn eigen naam te geven: Het Noorderslag. In 2008 is er op sportpark het Noorderslag een nieuwe accommodatie gebouwd.

## Accommodatie
In 2009 heeft VV Staphorst afscheid genomen van haar oude kantine. In het jubileumjaar heeft het hiermee en nieuw tijdperk ingeslagen. Op 16 juni 2007 werd gestart met de bouw van een nieuw clubgebouw en een kleed- en wasgebouw. De accommodatie zijn twee los van elkaar staande gebouwen: Het kleed- en wasgebouw met 12 kleedkamers en een gebouw met de kantine, bestuurskamers en businessruimtes. De officiële opening van de nieuwe accommodatie vond plaats op 17 april 2009.

## Velden
Het sportpark heeft vier wedstrijdvelden (natuurgras) waarop de jeugd- en seniorenteams hun wedstrijden afwerken. Het eerste elftal, uitkomend in de Zaterdag Hoofdklasse B, speelt haar wedstrijden op het hoofdveld. Eind 2013 is het sportpark naast de grasvelden voorzien van een pannakooi. Aan het einde van seizoen 2016/2017 zijn het hoofdveld en veld 5 gerenoveerd.

## Hoofdtribune
Enkele jaren na de opening van de nieuwe accommodatie is er, na jaren van afwezigheid, in 2012 een tribune gebouwd op het sportpark. De tribune werd overgenomen van de amateurclub DVS '33 Ermelo. Deze club uit Ermelo speelt eveneens in gele clubkleuren, waardoor de tribune probleemloos kon worden overgenomen. Tijdens de bouw van de tribune zijn er onder de tribune verschillende ruimtes gecreëerd. Hiermee is de tribune multifunctioneel geworden.